# 12738 Satoshimiki
12738 Satoshimiki eller 1992 AL är en asteroid i huvudbältet som upptäcktes den 4 januari 1992 av de båda japanska astronomerna Tsutomu Hioki och Shuji Hayakawa i Okutama. Den är uppkallad efter Satoshi och Miki Hayakawa, barn till en av upptäckarna.
Asteroiden har en diameter på ungefär 12 kilometer.